# Zitadelle (Budapest)

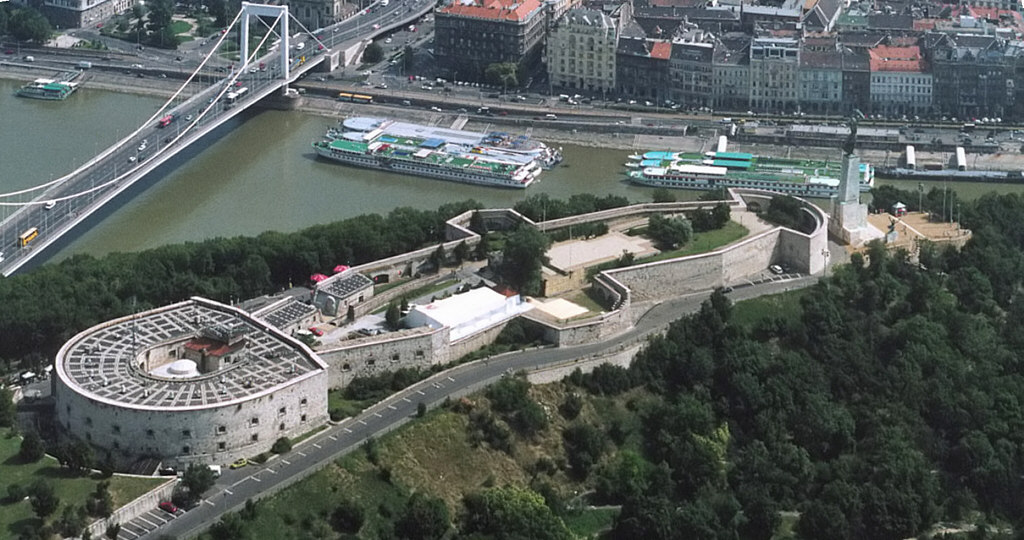
Blick auf die Zitadelle

Die Zitadelle in der ungarischen Hauptstadt Budapest, auf der Spitze des Gellértberges, ist ein Festungsbau. Er wurde aus den Erfahrungen der Märzrevolution 1848/49 heraus errichtet, als der Ungarische Reichstag seine Unabhängigkeit vom Hause Habsburg-Lothringen erklärte und die Republik ausrief, woraufhin die österreichische Armee unter Beistand von russischen und kroatischen Truppen eingriff und den Aufstand niederschlug. Heute gehört die Zitadelle zum UNESCO-Weltkulturerbe.

## Geschichte

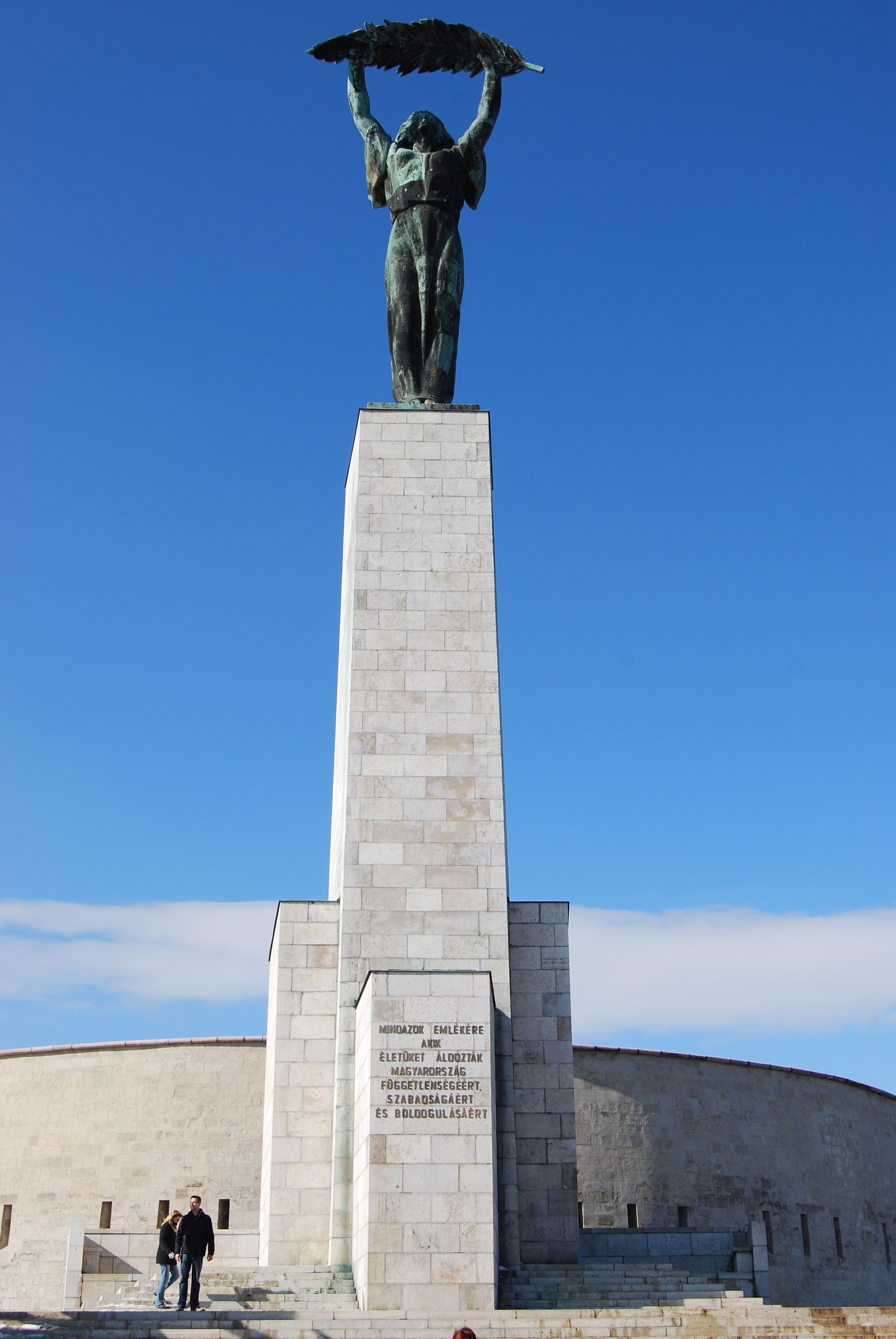
Freiheitsstatue an südlicher Spitze der Zitadelle

Nachdem der ungarische Freiheitskampf 1848/49 von österreichischen Truppen niedergeschlagen wurde, schmiedete man in Wien erste Pläne für einen Festungsgürtel um Budapest. Die Intention dahinter war, die ungarische Hauptstadt besser militärisch kontrollieren zu können und einen weiteren Aufstand zu verhindern. Jedoch wurden diese Pläne nie ausgeführt, abgesehen von der 220 Meter langen und bis zu 60 Meter breiten Zitadelle auf dem Gellértberg, die dann zwischen 1850 und 1854 errichtet wurde. Ihre Hauptfunktion bestand aber weniger darin ein militärisches Bollwerk zu sein, als die Budapester Bevölkerung an die Oberherrschaft Österreichs zu erinnern. Nach der Übergabe dieser 1899 an die Zivilbehörden wurden einige Teile abgerissen.
Während des Zweiten Weltkriegs legte die deutsche Wehrmacht im Inneren der Zitadelle einen Bunker und eine Flugabwehrstellung an. Am 12. Februar 1945 wurde die Zitadelle nach heftigen Kämpfen durch sowjetische Truppen eingenommen.

## Umgebung
Heute zählt die Zitadelle, wohl auch wegen der Aussicht auf große Teile der ungarischen Hauptstadt, zu einem der beliebtesten Ausflugsziele in Budapest. An der Südspitze der Zitadelle findet man die Freiheitsstatue, die zu Ehren der Soldaten, die Ungarn im Zweiten Weltkrieg befreiten, errichtet wurde.